# 生理学
生理學（英語：/ˌfɪziˈɒlədʒi/; 來自古希臘語 φύσις (physis)，意即：“nature, origin”,和 -λογία (-logia)，意即：“study of”
）是生物學的一門子領域，研究生物體及其各組成部分，在活體系統中化學或物理的功能活動。
生理学一般被分为植物生理学和动物生理学，但生理学的基本原理是对地球上所有的生物来说一致的。比如许多研究酵母的细胞的生理学结果也可以运用在人的细胞中。
动物生理学包括人类生理学和其他动物的生理学，植物生理学也从这个分支的许多成果获益。
从生理学中分出来的新的学科有生物化学、生物物理学和生物力学。医药学从生理学的成果也收益很大。

## 歷史
生理學的研究可以追溯到古印度文明
，埃及有解剖研究但沒有活體解剖。
人體生理學作為醫療領域的研究可以追溯到至少公元前420的時間的希波克拉底，被稱為醫學之父。
古希臘的亞里士多德開始將重點放在結構和功能之間的關係，直到蓋倫(Galen, c. 126–199 AD)第一次使用實驗來探測人體的功能。蓋倫是實驗生理學的奠基人。
Jean Fernel(1497 - 1558)，法國醫師，引入physiology一詞。
在19世紀，生理知識開始積累比較快，特別是Matthias Schleiden和Theodor Schwann在1838年發表的細胞理論，指出生物體是由單位細胞組成。Claude Bernard(1813–1878)進一步發現內部環境的概念，
在20世紀，生物學家也感興趣於，除了人類之外的生物功能，最後產生比較生理學和生態生理學等領域。
在這些領域的重要人物，包括Knut Schmidt-Nielsen和George Bartholomew。最近，進化生理學已成為一個明顯的分支學科。